# Kurt Hellström
Kurt Hellström, född 12 december 1943 i Strycksele i Degerfors församling, är en svensk företagsledare. Från och med 1999 till 2003 var han verkställande direktör för det svenska telekomföretaget Ericsson. Hellström har civilingenjörsexamen i Elektroteknik från Kungliga Tekniska högskolan.